# PGC 654
LEDA/PGC 654 ist eine Spiralgalaxie vom Hubble-Typ Sc im Sternbild Pegasus nördlich des Himmelsäquators. Sie ist rund 201 Millionen Lichtjahre von der Milchstraße entfernt. 
Gemeinsam mit NGC 1, NGC 23, NGC 26, PGC 619, PGC 830 und PGC 912 bildet sie die NGC 23-Gruppe oder LGG 2.